# Bianca Shomburg
Bianca Shomburg (* 17. September 1974 in Bielefeld) ist eine deutsche Sängerin.

## Leben
Die damalige Beamtin nahm 1995 am von Linda de Mol moderierten deutschen Ableger der niederländischen Casting-Sendung Soundmix Show des Senders RTL teil und konnte sich dabei gegen 17 weitere Kandidaten durchsetzen. 1996 vertrat sie Deutschland bei der European Soundmix Show, bei der sie mit Think Twice (Original von Céline Dion) den ersten Platz belegte. Sie gewann einen Plattenvertrag mit dem Produzenten Harold Faltermeyer. Ihre erste Single hieß I Believe in Love.
Daraufhin nahm Ralph Siegel sie unter Vertrag. Mit dem ursprünglich für Esther Ofarim geschriebenen Titel Zeit vertrat Shomburg Deutschland beim Eurovision Song Contest 1997. Obwohl sie zu den Favoriten gehörte, belegte sie am Schluss nur den 18. Platz. Das folgende Album in englischer Sprache It’s My Time wurde kein kommerzieller Erfolg. In der Folgezeit produzierte sie noch einige Schlager in deutscher Sprache und hatte Fernsehauftritte, zum Beispiel in der ZDF-Hitparade. Danach arbeitete sie hauptsächlich als Gesangslehrerin, unter anderem für die Kandidaten von Deutschland sucht den Superstar.
Im August 2008 gründete sie zusammen mit Björn Diewald die Country-Rock-Formation Nashfield, die auf sieben Mitglieder anwuchs und mit der sie zahlreiche öffentliche Auftritte absolvierte. Im Juni 2013 unterschrieb Nashfield einen Plattenvertrag bei AGR Television Records, die das Debüt-Album One im September 2013 veröffentlichten. Am 6. Januar 2014 war sie in der Ausstrahlung einer Folge von 4 Hochzeiten und eine Traumreise zu sehen, bei der sie als Sängerin bei der Trauung der Kandidaten auftrat.